# Puigsec (Folgueroles)
Puigsec és una masia de Folgueroles (Osona) inclosa a l'Inventari del Patrimoni Arquitectònic de Catalunya.

## Descripció
Es tracta d'una masia de planta rectangular coberta a dues vessants amb el carener perpendicular a la façana situada a migdia. Consta de planta baixa i dos pisos. A la façana s'hi adossa un cos de porxos adossats amb dos pilars de planta quadrada i cobert a una vessant en direcció sud. El portal de la casa és rectangular amb llinda de fusta i s'hi accedeix a través d'una escala de lloses de pedra. Al primer pis hi ha una antiga finestra i un portal de pedra picada. A sota el carener s'hi obre una finestra. A ponent s'hi adossa un cos circular (pou cisterna) i diverses obertures. Al nord hi ha un terrat i el femer. A llevant hi ha una finestra datada i cossos adossades. Consta de pedra unida amb morter i arrebossada amb calç, algunes obertures de pedra i afegitons de totxo.
Hi consta una cabana de planta rectangular coberta a dues vessants amb el carener perpendicular a la façana, orientada a migdia. Presenta una gran arcada de mig punt, parcialment tapat per les noves construccions. A llevant no presenta cap obertura, al nord s'hi obre un portalet de construcció recent i s'hi adossa un cobert. A ponent es troba assentada damunt un talús i s'accedeix directament al primer pis. A l'interior s'hi observa un embigat amb grans cavalls. És construïda amb pedra basta unida amb morter de calç, tàpia, els escaires són de pedra picada. L'estat de conservació és mitjà.

## Història
Masia que la trobem documentada en el Nomenclàtor de la província de Barcelona de l'any 1860 i consta com a "Alquería casa de Labranza". Els elements arquitectònics que es conserva denoten però una major antiguitat.